# Tenrec d'arrossar tetradàctil
El tenrec d'arrossar tetradàctil (Oryzorictes tetradactylus) és una espècie de tenrec d'arrossar endèmica de Madagascar. Els seus hàbitats naturals són boscos humits de terres baixes tropicals o subtropicals, montanes humides tropicals o subtropicals, zones arbustoses de terres altres tropicals o subtropicals, zones herboses de terres altres tropicals o subtropicals i aiguamolls.